# El Dorado (Kansas)
El Dorado è una città e il capoluogo della contea di Butler nello Stato del Kansas, negli Stati Uniti. La popolazione era di 12 870 abitanti secondo il censimento del 2020.

## Geografia fisica
Secondo l'Ufficio del censimento degli Stati Uniti, ha una superficie totale di 8,92 mi² (23,10 km²).

## Storia
El Dorado è stata pianificata e progettata nel 1868. Il nome deriva dallo spagnolo e significa "terra dell'oro". Nel 1870 la città è stata incorporata.
Nel 1877, la Florence, El Dorado, and Walnut Valley Railroad Company costruì un ramo da Florence a El Dorado; nel 1881 la linea fu estesa a Douglass e poco dopo anche ad Arkansas City. In seguito l'Atchison, Topeka and Santa Fe Railway prese il controllo della linea ferroviaria. La linea da Florence a El Dorado venne chiusa nel 1942. Il ramo in origine collegava Florence, Burns, De Graff, El Dorado, Augusta, Douglass, Rock, Akron, Winfield ed Arkansas City.
Nel 1915, fu scoperto il primo campo petrolifero tramite la mappatura scientifica e geologica, l'El Dorado Oil Field, che faceva parte della provincia petrolifera di Mid-Continent. Nel 1918, l'El Dorado Oil Field produceva la maggior parte del petrolio deli Stati Uniti ed era responsabile del 12,8% della produzione nazionale di petrolio e del 9% della produzione mondiale. È stato considerato da alcuni "il campo petrolifero che ha vinto la prima guerra mondiale".
Nel 1916 la popolazione nera di El Dorado venne presa di mira, dopo una lite tra un lustrascarpe nero e un operaio bianco. Un gran numero di famiglie nere fu costretta ad abbandonare El Dorado, lasciando dietro di sé anche beni materiali.
Nel 1943, prigionieri tedeschi e italiani della seconda guerra mondiale furono deportati in Kansas e in altri stati del Midwest per risolvere il problema della mancanza di manodopera. In Kansas furono istituiti grandi campi di internamento: Camp Concordia, Camp Funston (al Fort Riley), Camp Phillips (a Salina nei pressi del Fort Riley). Al Fort Riley vennero costruiti a loro volta 12 campi più piccoli, tra cui El Dorado.
Il 10 giugno 1958 un tornado colpì El Dorado e uccise 13 persone. Nel 2008, la città ha costruito un memoriale a Graham Park in ricordo dei morti.

## Società

### Evoluzione demografica
Secondo il censimento del 2020, la popolazione era di 12 870 abitanti.